# Tranum
Tranum es un pueblo danés incluido dentro del municipio de Jammerbugt, en la región de Jutlandia Septentrional.

## Historia
La primera mención conocida del nombre de la localidad se data en 1471. Tranum proviene de Trane, la denominación danesa para grulla. Con todo, su iglesia fue construida en ca. 1200 y su torre en ca. 1450. Hasta la llegada de la reforma protestante, estuvo dedicada a San Nicolás.

## Geografía
Tranum se sitúa en la parte central de la isla de la isla de Vendsyssel-Thy, en la costa oeste de la misma que es bañada por el mar del Norte. Las localidades vecinas son las siguientes:
| Noroeste: Mar del Norte         | Norte: Mar del Norte | Noreste: Moseby             |
| Oeste: Fjerritslev              |                      | Este: Arentsminde; Birkelse |
| Suroeste: Bonderup; Fjerritslev | Sur: Skovsgård       | Sureste: Brovst; Halvrimmen |

El territorio es mayoritariamente plano y presenta tres áreas diferenciadas: al norte se encuentra el área costera con presencia de dunas y laderas; en la parte central existe una franja boscosa y el sur es utilizado para la agricultura con la presencia de granjas aisladas.

## Comunicaciones

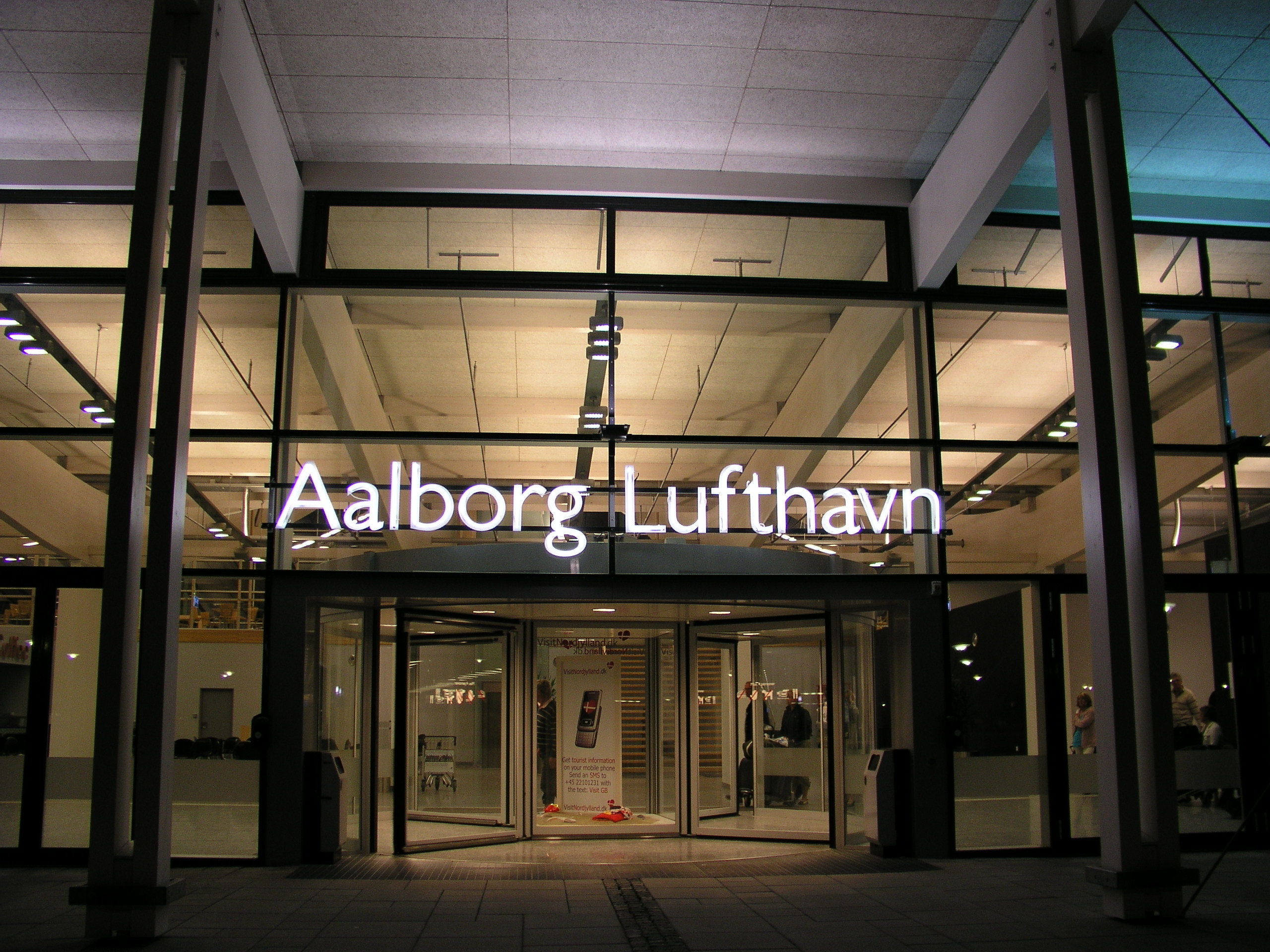
El aeropuerto de Aalborg es el más cercano a la localidad.

Por Tranum no pasa ninguna autopista ni carretera nacional. A la localidad se puede acceder por la carretera local Tranumvej que llega desde Brovst, por donde pasa la carretera nacional n.º 11.  
También llegan a la localidad las carreteras locales: Hjortdalvej desde Hjortdal y Bonderup; Tranum Engevej desde Birkelse y la cabeza municipal Aabybro aparte de la Strandvejen por la que se accede a la playa de la localidad.
Por la parada existente junto un supermercado pasan las siguientes líneas de autobuses: n.º 270 Saltum-Fjerristlev; n.º 615 Brovst-Tranum Enge y n.º 625 Skovsgård-Øster Svenstrup.
No cuenta con conexión ferroviaria. La estación de tren más cercana se encuentra en Lindholm a 33 km. En ella se accede a las líneas que conectan Aalborg con Hirtshals y Skagen.
El aeropuerto de pasajeros más cercano es el aeropuerto de Aalborg situado a 32 km.

## Demografía
| Población de Tranum entre 2010 y 2017 |
|                                       |
| Fuente: Statistics Denmark.           |

A 1 de enero de 2017 vivían en la localidad 446 personas de las que 225 eran hombres y 221 mujeres. Tranum está integrado dentro del municipio de Jammerbugt y supone el 1,2 % del total de su población. La densidad de población en este municipio era de 44 hab/km² muy inferior a la del total de Dinamarca que se sitúa en 133 hab/km².
El número de habitantes ha permanecido estable en el entorno de los 450 hab. durante la década de 2010.
En cuanto al nivel educativo, el 29 % de la población municipal entre 25 y 64 años tenía formación primaria y secundaria; el 47 % formación profesional y el 24 % formación superior.

## Economía
Los ingresos medios por familia dentro del municipio se situaban a finales de 2015 en 227 510 Kr (30 487 Eur) anuales. Estos eran algo superiores a los ingresos medios a nivel regional (224 324 Kr) y eran un 6 % inferiores al nivel nacional (241 339 Kr).
El nivel de desempleo se situaba en el 3,9 % para final de 2016. Inferior al total regional (4,6 %) y nacional (4,2 %). El sector servicios absorbía la mayor parte del empleo superando el 70 % de los puestos de trabajo.

## Turismo

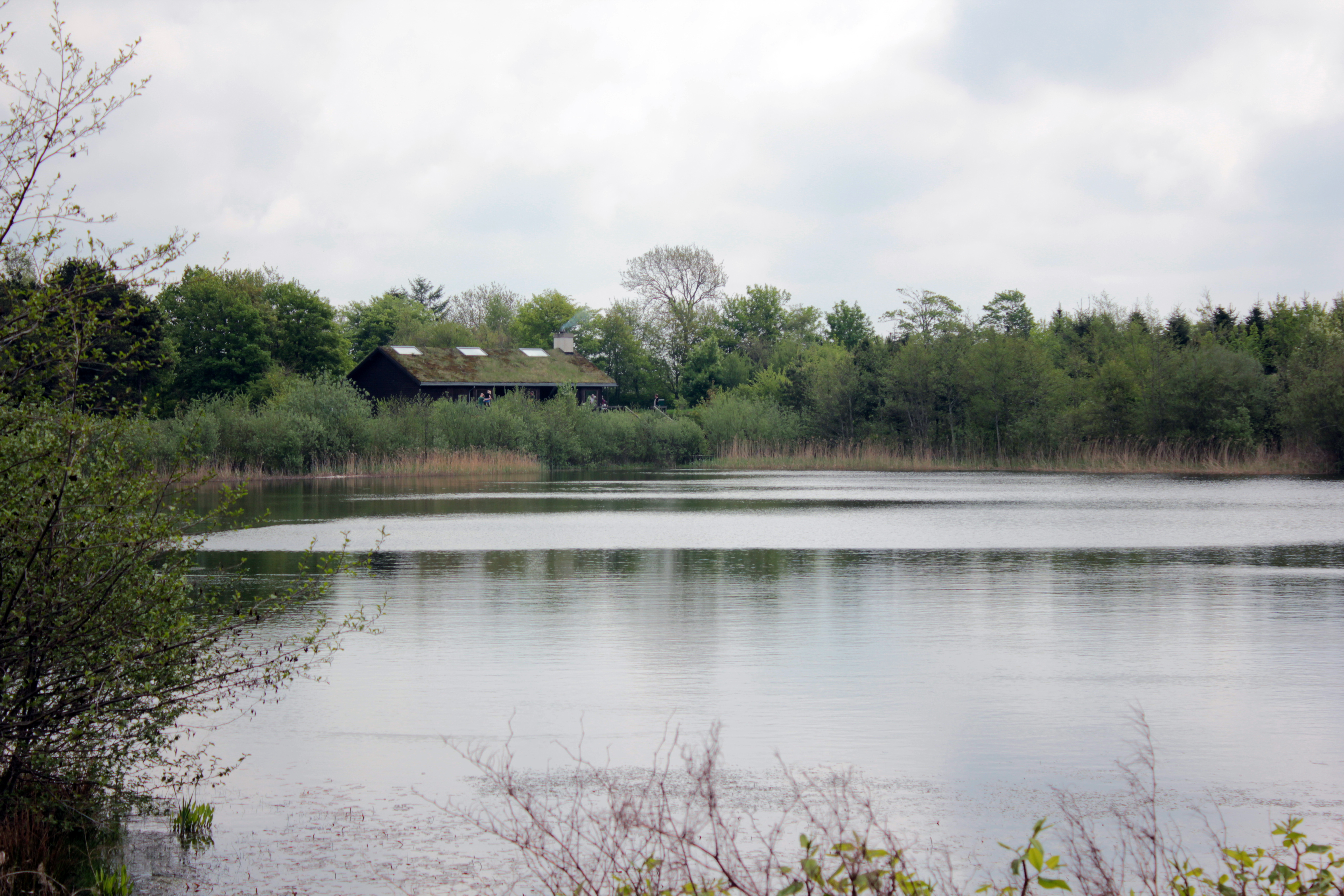
Lago en un bosque junto a Tranum. Su entorno natural es una de las principales atracciones turísticas de la localidad.

Tranum cuenta con varias atracciones turísticas centradas en su entorno natural. Destaca su playa de fina arena y con dunas donde, además, pueden encontrarse todavía búnkeres de la II Guerra Mundial. La oficina de turismo recomienda este lugar para la contemplación de las puestas de sol sobre el Mar del Norte.
Dentro de su comarca discurren varios caminos aptos para la práctica del Mountain Bike así como del senderismo. Para este último la localidad es también punto de paso del Hærvejen, una ruta de senderismo y peregrinación que conecta Hirtshals al norte con Padborg situado al sur, en la frontera con Alemania.